# Dortoir

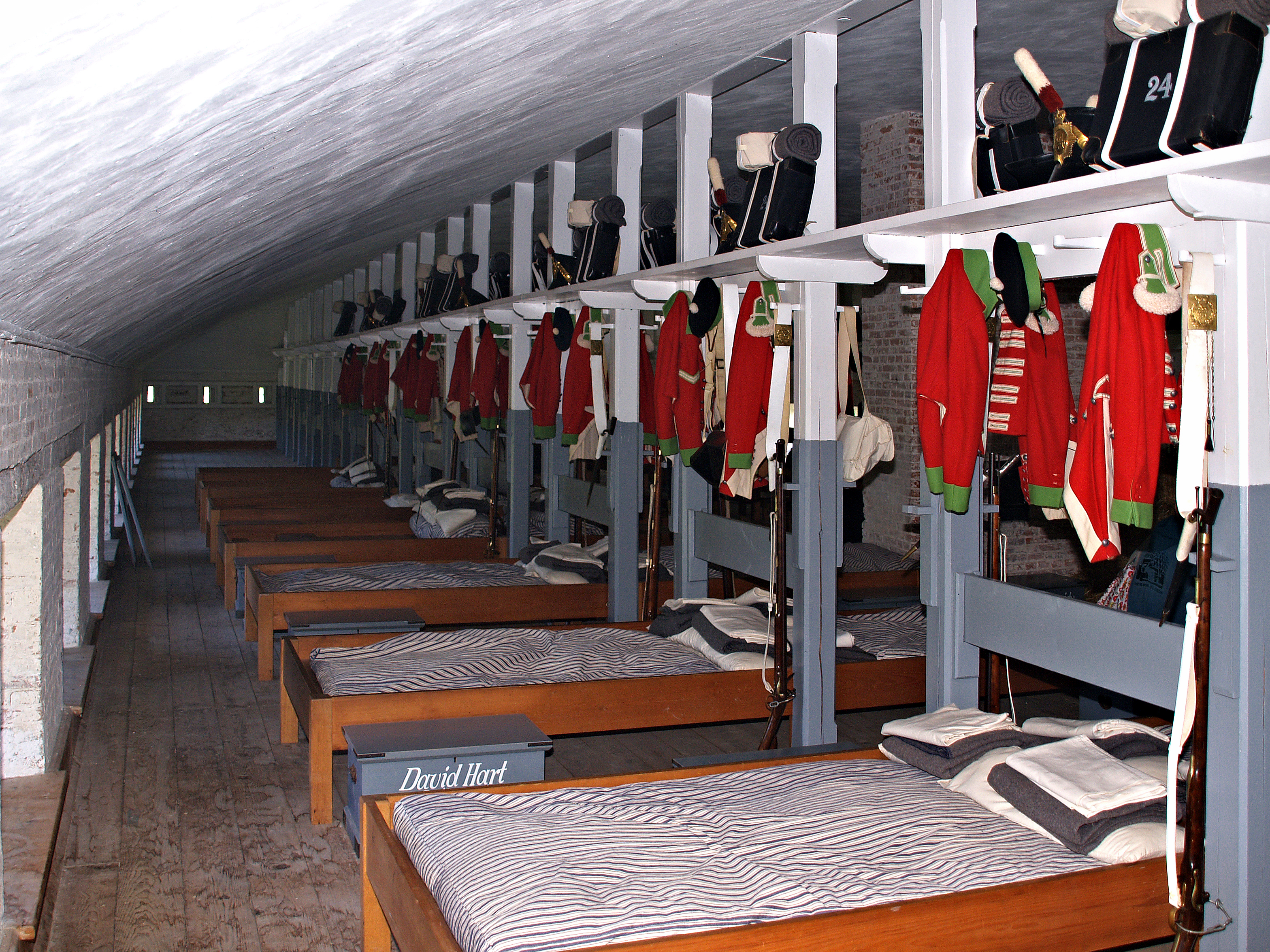
Dortoir dans une caserne au Canada.

Un dortoir est une grande salle comprenant plusieurs lits généralement alignés le long des murs sur la longueur de la pièce. Il apparaît souvent dans ce que la sociologie appelle des institutions totales : casernes, pensionnats, etc. à la place des chambres à coucher individuelles ou partagées.

## Le terme « dortoir » en ornithologie
Dans le monde animal, et notamment en ornithologie, on parle aussi de dortoir (en) pour désigner les lieux (des arbres isolés en général, parfois des haies ou des petits boisements) où un grand nombre d'oiseaux grégaires se rassemblent en fin de journée, essentiellement pour dormir. Ils peuvent auparavant se rassembler en « pré-dortoirs » (grues, lignes électriques, antennes de télécommunication…), et/ou le lendemain matin « post-dortoirs », avant de se disperser pour se nourrir. Les effectifs peuvent y atteindre des dizaines de milliers d'individus. Certains oiseaux apprécient les bulles de chaleur urbaine et peuvent se regrouper avant de migrer ou en hiver sur les maisons, antennes, fils électriques et dans les arbres urbains.[pas clair]